# Milan Jovin
Milan Jovin (* 13. Dezember 1955 in Srpska Crnja) ist ein ehemaliger jugoslawischer Fußballspieler und -trainer.

## Karriere

### Vereine
Jovin gehörte in der Saison 1973/74 bereits dem Erstligisten FK Vojvodina Novi Sad an, wurde jedoch in keinem der 34 Saisonspiele eingesetzt. Von 1974 bis 1978 kam er in 70 Punktspielen für den RKF Novi Sad in der 2. Jugoslawischen Liga zum Einsatz, blieb jedoch ohne Torerfolg.
Zur Saison 1978/79 vom Erstligisten FK Roter Stern Belgrad verpflichtet, gelangen ihm auch seine ersten Tore und auch Erfolge in Meisterschaft und Pokal stellten sich ein. In seiner Premierensaison für den Verein kam er in 23 Punktspielen zum Einsatz, in der Folgesaison trug er mit seinem ersten Tor in 31 Punktspielen zur Meisterschaft bei, die in der darauffolgenden Saison, in der er zwei Tore in 16 Punktspielen erzielte, verteidigt werden konnte. Ein erlittener Beinbruch hinderte ihn, zum einen, in der Saison 1981/82 mitzuwirken und zum anderen, sich bei einem anderen namhafteren europäischen Verein zu empfehlen. So blieb er bis Saisonende 1985/86, an dem die Meisterschaft – 1984 gewann er sie erneut, wie auch den Pokal 1985 – um ein Tor in der Tordifferenz gegenüber dem punkt- und statistikgleichen FK Partizan Belgrad verpasst wurde. Nach insgesamt 134 Punktspielen, in den er fünf Tore erzielte, und nach insgesamt 19 Vereinsspielen in den seinerzeit drei europäischen Pokalwettbewerben, kam er auch auf internationaler Vereinsebene zum Einsatz. Insbesondere in den beiden, noch in Hin- und Rückspiel ausgetragenen, Finalspielen gegen Borussia Mönchengladbach um den UEFA-Pokal dürfte er und seine Mannschaft einer Generation in Erinnerung geblieben sein.
Sein erster Verein außerhalb Jugoslawiens, war zum Abschluss seiner Spielerkarriere der schwedische Zweitligist Degerfors IF, für den er allerdings nur drei Punktspiele bestritt.
Seine erste Trainertätigkeit nahm er in Sremska Mitrovica, bei dem dort ansässigen unterklassigen Verein FK Srem, wahr. In der Saison 2002/03 führte er den Liganeuling FK Leotar Trebinje zur Meisterschaft von Bosnien-Herzegowina. Mit dem FK Radnički Niš und dem FK Novi Pazar folgten zwei serbische Vereine und mit dem NK Žepče ein bosnischer Verein.

### Nationalmannschaft
Jovin spielte im Jahr 1978 unter Trainer Otto Barić für die Amateurnationalmannschaft Jugoslawiens im Wettbewerb um den UEFA-Amateur-Cup. Am 15. Mai erreichte seine Mannschaft – nachdem sie sich zuvor im Halbfinale mit 3:1 im Elfmeterschießen gegen die Amateurnationalmannschaft Deutschlands durchgesetzt hatte – das Finale. In Athen wurde die Amateurnationalmannschaft Griechenlands mit 2:1 n. V. bezwungen.
Er nahm 1980 am olympischen Fußballturnier in Moskau teil und bestritt das erste und dritte Spiel der Gruppe D, das mit 2:0 gegen die Auswahl Finnlands gewonnen wurde und das mit 1:1 unentschiedene gegen die Auswahl des Iraks. Das Turnier beendete er mit seiner Mannschaft mit dem gegen die Auswahl der Sowjetunion mit 0:2 verlorenen Spiel um Platz 3 als Vierter.
Im Spieljahr 1980 kam er in drei Länderspielen für die A-Nationalmannschaft zum Einsatz. Er debütierte am 30. März 1980 in Belgrad beim 2:0-Sieg über die Nationalmannschaft Rumäniens, spielte am 26. April in Borovo beim 2:1-Sieg über die Nationalmannschaft Polens und am 27. August in Bukarest bei der 1:4-Niederlage gegen die Nationalmannschaft Rumäniens. Sein letztes Länderspiel war das am 13. Oktober 1982 in Oslo gegen die Nationalmannschaft Norwegens bei der 1:3-Niederlage im ersten Qualifikationsspiel der Gruppe 4 für die vom 12. bis 27. Juni in Frankreich anstehenden Europameisterschaft 1984.

## Erfolge
Nationalmannschaft
- Teilnehmer olympisches Fußballturnier 1980
- UEFA Amateur Cup-Sieger 1978

Roter Stern Belgrad
- Jugoslawischer Meister 1980, 1981, 1984
- Jugoslawischer Pokalsieger 1982, 1985